# Dikraneura urbana
Dikraneura urbana är en insektsart som beskrevs av Ball och Delong 1925. Dikraneura urbana ingår i släktet Dikraneura och familjen dvärgstritar. Inga underarter finns listade i Catalogue of Life.